# Jack B. Child
Jack B. Child, född 1951, är en amerikansk astronom.
Minor Planet Center listar honom som J. B. Child och som upptäckare av 13 asteroider.
Asteroiden 4580 Child är uppkallad efter honom.

## Asteroider upptäckta av Jack B. Child
| 5630 Billschaefer                                                                          | 21 mars 1993      |
| 6525 Ocastron [A]                                                                          | 20 september 1992 |
| 7779 Susanring                                                                             | 19 maj 1993       |
| 7780 Maren [B]                                                                             | 15 juli 1993      |
| 9984 Gregbryant [C]                                                                        | 18 april 1996     |
| 10168 Stony Ridge [D]                                                                      | 4 februari 1995   |
| 12446 Juliabryant [C]                                                                      | 15 augusti 1996   |
| 17640 Mount Stromlo [C]                                                                    | 15 augusti 1996   |
| (18506)1996 PY [C]                                                                         | 15 augusti 1996   |
| (55816)1995 CO [D]                                                                         | 4 februari 1995   |
| (59476)1999 HQ                                                                             | 21 april 1999     |
| (90862)1996 KM [C]                                                                         | 22 maj 1995       |
| (120640)1996 PN [C]                                                                        | 9 augusti 1996    |
| Upptäckt tillsammans med: A Greg Fisch B E. F. Helin C Robert H. McNaught D John E. Rogers |                   |